# Erasmus Reinhold
Pour les articles homonymes, voir Reinhold.
Erasmus Reinhold (22 octobre 1511 – 19 février 1553) est un astronome et mathématicien allemand. Il nait et meurt à Saalfeld.
Il suit des cours à l'université de Wittemberg. En 1536, il est nommé par Philippe Melanchthon professeur de mathématiques avancées (c'est-à-dire essentiellement d'astronomie, qui, à l'époque, était considérée comme faisant partie des mathématiques). La même année, son jeune collègue Georg Joachim Rheticus (qui publiera en 1540 le premier traité sur le système héliocentrique de Copernic), et également étudiant de Wittemberg, est nommé professeur de mathématiques pour les premières années. Plus tard, Reinhold sera également doyen puis recteur de l'université.
Reinhold référence un nombre important d'étoiles. Ses publications en astronomie comprennent un commentaire sur les Theoricae novae planetarum (« Théoriques nouvelles des planètes ») de Georg von Purbach.
Le duc Albert de Brandebourg soutient financièrement Reinhold, notamment pour l'impression de ses Tables Pruténiques (« Prussiennes ») en 1551. Ces tables astronomiques ont aidé à répandre les méthodes de calcul de Copernic à travers l'Empire. Les Tables Pruténiques de Reinhold et les travaux de Copernic ont été cruciaux dans la réforme du calendrier par le Pape Grégoire XIII, en 1582. Cependant, Reinhold (comme d'autres astronomes avant Kepler et Galilée), bien qu'utilisant le modèle mathématique et les méthodes de Copernic, rejette sa cosmologie héliocentrique, d'un point de vue autant physique que théologique.

## Œuvres
- Tables pruténiques [« Prutenicae tabulae coelestium motuum »], Wittemberg, 1551 (réimpr. Tübingen 1574, Wittemberg 1584)
- Primus liber tabularum directioum, accedunt canon fœcundus ad singular scrupula quadrantis propagates et nova tabula climatum, parallellorum et umbrarum et appendix canonum secundi libri directionum qui in Regimontani opera desiderantur, Tübingen, 1554
- Georg von Purbach, Theoricæ novæ planetarum, figures et scholiis auctæ., Wittemberg 1542, Paris, 1543, wittemberg 1580
- Principes de l'arpentage [« Gründlicher wahrer Bericht vom Feldmessen ... »], Erfurt, 1574